# Resovia w europejskich pucharach

## Puchar Europy Mistrzów Klubowych 1972/1973
| Data       | Miejsce   | Przeciwnik           | Wynik                                  | Runda      |
| ---------- | --------- | -------------------- | -------------------------------------- | ---------- |
| 10.12.1972 | Madryt    | Real Madryt          | 3:0 (15:7, 15:12, 15:9)                | 1/8 finału |
| 17.12.1972 | Rzeszów   | Real Madryt          | 3:0 (15:4, 15:5, 15:7)                 | 1/8 finału |
| 09.02.1973 | Brno      | Zetor Zbrojovka Brno | 3:2 (9:15, 9:15, 16:14, 15:7, 15:5)    | Półfinały  |
| 10.02.1973 | Brno      | S.C. Lipsk           | 3:2 (15:10, 15:12, 5:15, 11:15, 15:13) | Półfinały  |
| 11.02.1973 | Brno      | Újpesti Dózsa        | 3:0 (15:7, 15:10, 15:7)                | Półfinały  |
| 23.03.1973 | Antwerpia | Zetor Zbrojovka Brno | 3:2 (15:6, 9:15, 15:7, 13:15, 15:4)    | Finały     |
| 24.03.1973 | Antwerpia | CSKA Moskwa          | 0:3 (7:15, 4:15, 8:15)                 | Finały     |
| 25.03.1973 | Antwerpia | Rudá Hvězda Praga    | 3:1 (15:11, 13:15, 15:8, 15:9)         | Finały     |

## Puchar Europy Zdobywców Pucharów 1973/1974
| Data       | Miejsce    | Przeciwnik             | Wynik                                  | Runda      |
| ---------- | ---------- | ---------------------- | -------------------------------------- | ---------- |
| 19.01.1973 | Matosinhos | Leixões Matosinhos     | 3:0 (15:4, 15:5, 15:8)                 | 1/8 finału |
| 26.01.1973 | Rzeszów    | Leixões Matosinhos     | 3:0 (15:4, 15:3, 15:10)                | 1/8 finału |
| 07.02.1974 | Mielec     | Zwiezda Woroszyłowgrad | 2:3 (12:15, 17:15, 11:15, 15:3, 11:15) | Półfinały  |
| 08.02.1974 | Mielec     | Akademik Sofia         | 3:0 (15:6, 15:10, 15:5)                | Półfinały  |
| 09.02.1974 | Mielec     | Raak Asen              | 3:0 (15:5, 15:7, 15:8)                 | Półfinały  |
| 07.03.1974 | Bruksela   | Radiotechnik Ryga      | 0:3 (9:15, 4:15, 13:15)                | Finały     |
| 08.03.1974 | Bruksela   | Zwiezda Woroszyłowgrad | 0:3 (11:15, 13:15, 14:16)              | Finały     |
| 09.03.1974 | Bruksela   | Lubiam Bologna         | 3:0 (15:12, 15:3, 15:13)               | Finały     |

## Puchar Europy Mistrzów Klubowych 1974/1975
| Data       | Miejsce | Przeciwnik        | Wynik                                 | Runda      |
| ---------- | ------- | ----------------- | ------------------------------------- | ---------- |
| 11.01.1975 | Genewa  | Servette Genewa   | 3:0 (15:5, 15:3, 15:7)                | 1/8 finału |
| 12.01.1975 | Genewa  | Servette Genewa   | 3:0 (15:12, 15:3, 15:6)               | 1/8 finału |
| 07.02.1975 | Sofia   | Slavia Sofia      | 3:2 (15:10, 17:15, 5:15, 2:15, 16:14) | Półfinały  |
| 08.02.1975 | Sofia   | CSKA Moskwa       | 1:3 (6:15, 17:15, 3:15, 12:15)        | Półfinały  |
| 09.02.1975 | Sofia   | Blokkeer Den Haag | 3:0 (15:10, 15:9, 15:5)               | Półfinały  |

## Puchar Europy Mistrzów Klubowych 1975/1976
| Data       | Miejsce   | Przeciwnik         | Wynik                                  | Runda      |
| ---------- | --------- | ------------------ | -------------------------------------- | ---------- |
| 18.02.1975 | Ankara    | Muhafizgücü Ankara | 3:1 (15:6, 8:15, 15:7, 15:8)           | 1/8 finału |
| 22.02.197  | Rzeszów   | Muhafizgücü Ankara | 3:0 (15:4, 15:4, 15:12)                | 1/8 finału |
| 12.03.1976 | Monachium | Spartak Subotica   | 3:2 (11:15, 15:2, 6:15, 15:7, 15:7)    | Półfinały  |
| 13.03.1976 | Monachium | VC Torhout         | 3:0 (15:12, 15:7, 15:5)                | Półfinały  |
| 14.03.1976 | Monachium | TSV 1860 Monachium | 3:0 (15:12, 15:13, 15:2)               | Półfinały  |
| 06.04.1976 | Bruksela  | Slavia Sofia       | 0:3 (13:15, 6:15, 10:15)               | Finały     |
| 07.04.1976 | Bruksela  | Spartak Subotica   | 2:3 (14:16, 15:17, 15:10, 15:10, 6:15) | Finały     |
| 08.04.1976 | Bruksela  | Dukla Liberec      | 0:3 (13:15, 13:15, 12:15)              | Finały     |

## Puchar Europy Zdobywców Pucharów 1986/1987
| Data       | Miejsce   | Przeciwnik           | Wynik                          | Runda         |
| ---------- | --------- | -------------------- | ------------------------------ | ------------- |
| 02.11.1986 | Wiedeń    | WAT Kagran           | 3:0 (15:10, 15:1, 15:11)       | Runda wstępna |
| 09.11.1986 | Rzeszów   | WAT Kagran           | 3:0 (15:10, 15:8, 15:3)        | Runda wstępna |
| 06.12.1986 | Bursa     | Filamentspor Bursa   | 0:3 (12:15, 9:15, 11:15)       | 1/8 finału    |
| 13.12.1986 | Rzeszów   | Filamentspor Bursa   | 3:0 (15:5, 15:6, 15:8)         | 1/8 finału    |
| 14.01.1987 | Bukareszt | Dinamo Bukareszt     | 0:3 (7:15, 13:15, 14:16)       | 1/4 finału    |
| 21.01.1987 | Rzeszów   | Dinamo Bukareszt     | 3:0 (15:4, 15:12, 15:6)        | 1/4 finału    |
| 20.02.1987 | Bazylea   | Tartarini Bologna    | 0:3 (6:15, 15:17, 6:15)        | Finały        |
| 21.02.1987 | Bazylea   | Lewski-Spartak Sofia | 0:3 (16:18, 6:15, 6:15)        | Finały        |
| 22.02.1987 | Bazylea   | Bośnia Sarajewo      | 1:3 (15:9, 11:15, 11:15, 6:15) | Finały        |

## Puchar Challenge 2007/2008
| Data       | Miejsce   | Przeciwnik                 | Wynik                                            | Runda             |
| ---------- | --------- | -------------------------- | ------------------------------------------------ | ----------------- |
| 18.10.2007 | Rzeszów   | LĀSE-R/Rīga                | 3:0 (25:18, 25:20, 25:19)                        | 2. runda          |
| 28.10.2007 | Ryga      | LĀSE-R/Rīga                | 2:3 (25:21, 22:25, 28:30, 31:29, 17:19, (15:10)) | 2. runda          |
| 12.12.2007 | Maribor   | Maribor                    | 3:0 (25:16, 25:21, 25:19)                        | 3. runda          |
| 20.12.2007 | Rzeszów   | Maribor                    | 3:0 (25:18, 25:16, 25:14)                        | 3. runda          |
| 30.01.2008 | Burgas    | Łukoil Neftochimik Burgas  | 2:3 (30:28, 25:20, 22:25, 19:25, 9:15)           | 1/8 finału        |
| 05.02.2008 | Rzeszów   | Łukoil Neftochimik Burgas  | 3:1 (25:20, 22:25, 25:17, 27:25, (15:13))        | 1/8 finału        |
| 12.02.2008 | Rotterdam | ORTEC Rotterdam.Nesselande | 0:3 (18:25, 20:25, 19:25)                        | 1/4 finału        |
| 19.02.2008 | Rzeszów   | ORTEC Rotterdam.Nesselande | 3:0 (25:16, 25:20, 25:16, (18:16))               | 1/4 finału        |
| 22.03.2008 | Rzeszów   | Pallavolo Modena           | 2:3 (25:17, 25:23, 20:25, 18:25, 11:15)          | Półfinał          |
| 23.03.2008 | Rzeszów   | Stade Poitevin Poitiers    | 0:3 (27:25, 25:21, 38:36)                        | Mecz o 3. miejsce |

## Puchar Challenge 2008/2009
| Data       | Miejsce | Przeciwnik        | Wynik                             | Runda    |
| ---------- | ------- | ----------------- | --------------------------------- | -------- |
| 05.11.2008 | Żłobin  | Mietałłurg Żłobin | 0:3 (17:25, 22:25, 21:25)         | 2. runda |
| 12.11.2008 | Rzeszów | Mietałłurg Żłobin | 3:0 (25:14, 25:18, 25:19, (9:15)) | 2. runda |

## Liga Mistrzów 2009/2010
| Data       | Miejsce | Przeciwnik                    | Wynik                                   | Runda        |
| ---------- | ------- | ----------------------------- | --------------------------------------- | ------------ |
| 02.12.2009 | Rzeszów | ACH Volley Bled               | 3:2 (25:21, 22:25, 26:28, 25:14, 16:14) | Faza grupowa |
| 09.12.2009 | Paryż   | Paris Volley                  | 1:3 (24:26, 25:21, 25:20, 25:21)        | Faza grupowa |
| 16.12.2009 | Stambuł | Büyükşehir Belediyesi Stambuł | 3:1 (25:13, 25:16, 21:25, 25:21)        | Faza grupowa |
| 06.01.2010 | Rzeszów | Büyükşehir Belediyesi Stambuł | 3:0 (25:18, 25:17, 25:21)               | Faza grupowa |
| 13.01.2010 | Rzeszów | Paris Volley                  | 2:3 (25:21, 21:25, 20:25, 25:17, 10:15) | Faza grupowa |
| 20.01.2010 | Lublana | ACH Volley Bled               | 1:3 (25:17, 16:25, 25:20, 25:18)        | Faza grupowa |
| 10.02.2010 | Sofia   | CSKA Sofia                    | 3:1 (25:19, 25:16, 22:25, 25:22)        | 1/6 finału   |
| 17.02.2010 | Rzeszów | CSKA Sofia                    | 3:0 (25:20, 25:15, 25:18)               | 1/6 finału   |
| 03.03.2010 | Trydent | Trentino BetClic              | 0:3 (25:27, 18:25, 17:25)               | 1/3 finału   |
| 09.03.2010 | Rzeszów | Trentino BetClic              | 1:3 (18:25, 28:26, 21:25, 18:25)        | 1/3 finału   |

## Puchar CEV 2010/2011
| Data       | Miejsce  | Przeciwnik          | Wynik                                   | Runda           |
| ---------- | -------- | ------------------- | --------------------------------------- | --------------- |
| 17.11.2010 | Rzeszów  | Fino Kaposvár SE    | 3:0 (25:13, 25:19, 25:19)               | 1/16 finału     |
| 25.11.2010 | Kaposvár | Fino Kaposvár SE    | 3:1 (25:21, 26:28, 25:21, 25:21)        | 1/16 finału     |
| 08.12.2010 | Rzeszów  | SCC Berlin          | 3:2 (25:20, 27:29, 25:18, 23:25, 15:13) | 1/8 finału      |
| 15.12.2010 | Berlin   | SCC Berlin          | 3:1 (23:25, 25:22, 25:23, 25:20)        | 1/8 finału      |
| 05.01.2011 | Rzeszów  | evivo Düren         | 3:0 (25:16, 25:16, 25:11)               | 1/4 finału      |
| 12.01.2011 | Düren    | evivo Düren         | 3:2 (22:25, 25:18, 23:25, 27:25, 15:7)  | 1/4 finału      |
| 02.02.2011 | Teruel   | CAI Voleibol Teruel | 3:2 (25:15, 21:25, 24:26, 25:22, 17:15) | Runda Challenge |
| 08.02.2011 | Rzeszów  | CAI Voleibol Teruel | 3:2 (25:11, 23:25, 25:15, 19:25, 15:10) | Runda Challenge |
| 23.02.2011 | Rzeszów  | Sisley Treviso      | 2:3 (25:19, 23:25, 25:23, 22:25, 12:15) | Półfinały       |
| 26.02.2011 | Treviso  | Sisley Treviso      | 1:3 (28:26, 21:25, 21:25, 24:26)        | Półfinały       |

## Puchar CEV 2011/2012
| Data       | Miejsce   | Przeciwnik               | Wynik                                     | Runda           |
| ---------- | --------- | ------------------------ | ----------------------------------------- | --------------- |
| 18.11.2010 | Lozanna   | Lausanne UC              | 3:2 (25:22, 25:18, 21:25, 20:25, 15:11)   | 1/16 finału     |
| 24.11.2010 | Rzeszów   | Lausanne UC              | 3:0 (25:15, 25:17, 25:14)                 | 1/16 finału     |
| 09.12.2010 | Rzeszów   | Draisma Dynamo Apeldoorn | 3:0 (25:11, 25:14, 25:22)                 | 1/8 finału      |
| 15.12.2010 | Apeldoorn | Draisma Dynamo Apeldoorn | 3:0 (25:22, 25:19, 25:18)                 | 1/8 finału      |
| 05.01.2011 | Sète      | Arago de Sète            | 3:1 (25:21, 16:25, 25:21, 25:22)          | 1/4 finału      |
| 12.01.2011 | Rzeszów   | Arago de Sète            | 3:0 (25:22, 26:24, 25:17)                 | 1/4 finału      |
| 02.02.2011 | Stambuł   | Fenerbahçe Grundig       | 2:3 (17:25, 25:22, 25:23, 19:25, 10:15)   | Runda Challenge |
| 09.02.2011 | Rzeszów   | Fenerbahçe Grundig       | 3:1 (25:23, 23:25, 29:27, 25:23, (15:12)) | Runda Challenge |
| 23.02.2011 | Rzeszów   | ACH Volley Lublana       | 3:0 (28:26, 25:8, 25:17)                  | Półfinały       |
| 26.02.2011 | Lublana   | ACH Volley Lublana       | 3:0 (25:18, 25:19, 25:22)                 | Półfinały       |
| 09.03.2011 | Rzeszów   | Dinamo Moskwa            | 2:3 (20:25, 25:22, 20:25, 25:23, 13:15)   | Finały          |
| 12.03.2011 | Moskwa    | Dinamo Moskwa            | 2:3 (30:28, 22:25, 24:26, 26:24, 9:15)    | Finały          |

## Liga Mistrzów 2012/2013
| Data       | Miejsce  | Przeciwnik                 | Wynik                            | Runda        |
| ---------- | -------- | -------------------------- | -------------------------------- | ------------ |
| 25.10.2012 | Sète     | Arago de Sète              | 3:0 (25:23, 25:22, 25:13)        | Faza grupowa |
| 31.10.2012 | Rzeszów  | Remat Zalău                | 3:0 (25:17, 25:23, 25:21)        | Faza grupowa |
| 14.11.2012 | Rzeszów  | Bre Banca Lannutti Cuneo   | 0:3 (18:25, 23:25, 20:25)        | Faza grupowa |
| 20.11.2012 | Cuneo    | Bre Banca Lannutti Cuneo   | 1:3 (19:25, 25:14, 16:25, 27:29) | Faza grupowa |
| 05.12.2012 | Zalău    | Remat Zalău                | 3:0 (26:24, 25:24, 25:22)        | Faza grupowa |
| 12.12.2012 | Rzeszów  | Arago de Sète              | 3:0 (26:24, 25:14, 25:16)        | Faza grupowa |
| 15.01.2013 | Rzeszów  | Lube Banca Marche Macerata | 0:3 (23:25, 24:26, 19:25)        | 1/6 finału   |
| 23.01.2013 | Macerata | Lube Banca Marche Macerata | 1:3 (23:25, 18:25, 25:23, 18:25) | 1/6 finału   |

## Liga Mistrzów 2013/2014
| Data       | Miejsce          | Przeciwnik                    | Wynik                                   | Runda        |
| ---------- | ---------------- | ----------------------------- | --------------------------------------- | ------------ |
| 24.10.2013 | Paryż            | Paris Volley                  | 3:0 (25:20, 28:26, 25:11)               | Faza grupowa |
| 29.10.2013 | Rzeszów          | Budvanska Rivijera Budva      | 2:3 (23:25, 26:28, 25:23, 25:20, 12:15) | Faza grupowa |
| 07.11.2013 | Rzeszów          | VK Jihostroj České Budějovice | 3:1 (25:22, 22:25, 25:16, 25:16)        | Faza grupowa |
| 04.12.2013 | České Budějovice | VK Jihostroj České Budějovice | 3:0 (25:18, 26:24, 25:19)               | Faza grupowa |
| 12.12.2013 | Budva            | Budvanska Rivijera Budva      | 0:3 (22:25, 21:25, 22:25)               | Faza grupowa |
| 18.12.2013 | Rzeszów          | Paris Volley                  | 3:0 (25:20, 25:23, 25:23)               | Faza grupowa |
| 14.01.2014 | Rzeszów          | Knack Roeselare               | 3:1 (22:25, 25:17, 25:20, 25:18)        | 1/6 finału   |
| 22.01.2014 | Roeselare        | Knack Roeselare               | 3:1 (25:18, 26:28, 25:16, 25:18)        | 1/6 finału   |
| 05.02.2014 | Jastrzębie Zdrój | Jastrzębski Węgiel            | 0:3 (22:25, 22:25, 23:25)               | 1/3 finału   |
| 11.02.2014 | Rzeszów          | Jastrzębski Węgiel            | 1:3 (25:27, 25:23, 24:26, 24:26)        | 1/3 finału   |

## Liga Mistrzów 2014/2015
| Data       | Miejsce         | Przeciwnik               | Wynik                                   | Runda        |
| ---------- | --------------- | ------------------------ | --------------------------------------- | ------------ |
| 04.11.2014 | Rzeszów         | Budvanska Rivijera Budva | 3:0 (25:22, 25:15, 25:18)               | Faza grupowa |
| 19.11.2014 | Lublana         | ACH Volley Lublana       | 0:3 (25:19, 25:23, 25:19)               | Faza grupowa |
| 04.12.2014 | Rzeszów         | Berlin Recycling Volleys | 0:3 (16:25, 22:25, 19:25)               | Faza grupowa |
| 18.12.2014 | Berlin          | Berlin Recycling Volleys | 3:2 (25:19, 25:20, 21:25, 17:25, 15:10) | Faza grupowa |
| 21.01.2015 | Rzeszów         | ACH Volley Lublana       | 3:0 (25:19, 25:12, 25:16)               | Faza grupowa |
| 27.01.2015 | Budva           | Budvanska Rivijera Budva | 0:3 (25:17, 25:22, 25:19)               | Faza grupowa |
| 11.02.2015 | Friedrichshafen | VfB Friedrichshafen      | 3:2 (19:25, 26:24, 20:25, 25:17, 17:15) | 1/6 finału   |
| 18.02.2015 | Rzeszów         | VfB Friedrichshafen      | 3:1 (25:18, 25:16, 22:25, 25:17)        | 1/6 finału   |
| 04.03.2015 | Nowosybirsk     | Lokomotiw Nowosybirsk    | 3:1 (20:25, 25:21, 29:27, 25:17)        | 1/3 finału   |
| 11.03.2015 | Rzeszów         | Lokomotiw Nowosybirsk    | 2:3 (20:25, 25:19, 25:22, 19:25, 15:17) | 1/3 finału   |
| 28.03.2015 | Berlin          | Skra Bełchatów           | 3:0 (25:23, 25:23, 25:23)               | Półfinał     |
| 29.03.2015 | Berlin          | Zenit Kazań              | 0:3 (22:25, 23:25, 21:25)               | Finał        |

## Liga Mistrzów 2015/2016
| Data       | Miejsce   | Przeciwnik                 | Wynik                                   | Runda             |
| ---------- | --------- | -------------------------- | --------------------------------------- | ----------------- |
| 04.11.2015 | Rzeszów   | Energy Investments Lugano  | 3:0 (25:16, 25:17, 25:19)               | Faza grupowa      |
| 17.11.2015 | Konstanca | Tomis Konstanca            | 3:0 (25:20, 25:19, 25:21)               | Faza grupowa      |
| 02.12.2015 | Rzeszów   | VC Lennik                  | 3:0 (25:16, 25:18, 25:18)               | Faza grupowa      |
| 17.12.2015 | Lennik    | VC Lennik                  | 3:1 (21:25, 25:13, 26:24, 25:14)        | Faza grupowa      |
| 20.01.2016 | Rzeszów   | Tomis Konstanca            | 3:0 (25:0, 25:0, 25:0)                  | Faza grupowa      |
| 26.01.2016 | Lugano    | Energy Investments Lugano  | 3:0 (23:25, 17:25, 18:25)               | Faza grupowa      |
| 16.04.2016 | Kraków    | Zenit Kazań                | 1:3 (25:22, 24:26, 18:25, 21:25)        | półfinał          |
| 17.04.2016 | Kraków    | Lube Banca Marche Macerata | 2:3 (20:25, 27:25, 25:22, 22:25, 10:15) | Mecz o 3. miejsce |

## Liga Mistrzów 2016/2017
| Data       | Miejsce  | Przeciwnik                 | Wynik                                   | Runda        |
| ---------- | -------- | -------------------------- | --------------------------------------- | ------------ |
| 08.12.2016 | Liberec  | VK Dukla Liberec           | 3:2 (25:14, 25:16, 21:25, 23:25, 17:15) | Faza grupowa |
| 22.12.2016 | Rzeszów  | Berlin Recycling Volleys   | 3:2 (21:25, 25:15, 23:25, 25:22, 15:12) | Faza grupowa |
| 19.01.2017 | Rzeszów  | Lube Banca Marche Macerata | 0:3 (22:25, 13:25, 14:25)               | Faza grupowa |
| 01.02.2017 | Macerata | Lube Banca Marche Macerata | 0:3 (21:25, 16:25, 16:25)               | Faza grupowa |
| 14.02.2017 | Berlin   | Berlin Recycling Volleys   | 2:3 (20:25, 22:25, 25:21, 25:20, 13:15) | Faza grupowa |
| 01.03.2017 | Rzeszów  | VK Dukla Liberec           | 3:1 (20:25, 25:18, 25:19, 25:18)        | Faza grupowa |
| 15.03.2017 | Rzeszów  | Azimut Modena              | 2:3 (25:23, 19:25, 27:25, 19:25, 12:15) | 1/6 finału   |
| 23.03.2017 | Modena   | Azimut Modena              | 1:3 (23:25, 25:20, 23:25, 23:25)        | 1/6 finału   |

## Puchar CEV 2017/2018
| Data       | Miejsce   | Przeciwnik            | Wynik                            | Runda       |
| ---------- | --------- | --------------------- | -------------------------------- | ----------- |
| 07.12.2017 | Rovaniemi | Perungan Pojat        | 3:0 (25:20, 25:23, 25:9)         | 1/16 finału |
| 19.12.2017 | Rzeszów   | Perungan Pojat        | 3:0 (25:22, 25:20, 25:19)        | 1/16 finału |
| 17.01.2018 | Nowy Sad  | OK Vojvodina Nowy Sad | 3:1 (25:21, 25:22, 21:25, 25:20) | 1/8 finału  |
| 31.01.2018 | Rzeszów   | OK Vojvodina Nowy Sad | 3:0 (25:20, 28:26, 25:21)        | 1/8 finału  |
| 14.02.2018 | Rzeszów   | GFC Ajaccio VB        | 3:0 (25:22, 30:28, 25:19)        | 1/4 finału  |
| 28.02.2018 | Ajaccio   | GFC Ajaccio VB        | 3:0 (25:20, 25:17, 25:20)        | 1/4 finału  |
| 13.03.2018 | Biełgorod | Biełogorje Biełgorod  | 0:3 (19:25, 18:25, 17:25)        | 1/2 finału  |
| 20.03.2018 | Rzeszów   | Biełogorje Biełgorod  | 0:3 (24:26, 22:25, 21:25)        | 1/2 finału  |

## Bilans spotkań
Stan na dzień 29.03.2015 (po finale LM)
| Rozgrywki                        | Ogólnie | Ogólnie | Ogólnie | Ogólnie | Ogólnie | U siebie | U siebie | U siebie | U siebie | U siebie | Na wyjeździe | Na wyjeździe | Na wyjeździe | Na wyjeździe | Na wyjeździe |
| Rozgrywki                        | R       | W       | P       | Sety    | Sety    | R        | W        | P        | Sety     | Sety     | R            | W            | P            | Sety         | Sety         |
| -------------------------------- | ------- | ------- | ------- | ------- | ------- | -------- | -------- | -------- | -------- | -------- | ------------ | ------------ | ------------ | ------------ | ------------ |
| Puchar Europy Mistrzów Klubowych | 21      | 16      | 5       | 54      | 27      | 2        | 2        | 0        | 6        | 0        | 19           | 14           | 5            | 48           | 27           |
| Liga Mistrzów                    | 40      | 22      | 18      | 78      | 67      | 19       | 11       | 8        | 41       | 29       | 21           | 11           | 10           | 37           | 38           |
| Puchar Europy Zdobywców Pucharów | 17      | 8       | 7       | 28      | 24      | 7        | 6        | 1        | 18       | 3        | 10           | 3            | 7            | 10           | 21           |
| Puchar CEV                       | 22      | 17      | 5       | 60      | 29      | 11       | 9        | 2        | 31       | 11       | 11           | 8            | 3            | 29           | 18           |
| Puchar Challenge                 | 12      | 6       | 6       | 24      | 19      | 7        | 5        | 2        | 17       | 7        | 5            | 1            | 4            | 7            | 12           |
| Razem                            | 112     | 70      | 42      | 244     | 166     | 46       | 33       | 13       | 113      | 50       | 66           | 37           | 29           | 131          | 116          |

| Rozgrywki                | Miejsce    | Liczba meczów | Zwycięstwa | Porażki | Sety    |
| ------------------------ | ---------- | ------------- | ---------- | ------- | ------- |
| PEMK 1972/1973           | 2. miejsce | 8             | 7          | 1       | 24:10   |
| PEZP 1973/1974           | 3. miejsce | 8             | 5          | 3       | 17:9    |
| PEMK 1974/1975           | półfinały  | 5             | 4          | 1       | 13:5    |
| PEMK 1975/1976           | 4. miejsce | 8             | 5          | 3       | 17:12   |
| PEZP 1986/1987           | 4. miejsce | 9             | 4          | 5       | 13:15   |
| Puchar Challenge 2007/08 | 4. miejsce | 10            | 5          | 5       | 21:16   |
| Puchar Challenge 2008/09 | 2. runda   | 2             | 1          | 1       | 3:3     |
| Liga Mistrzów 2009/10    | 1/3 finału | 10            | 5          | 5       | 20:19   |
| Puchar CEV 2010/11       | 1/2 finału | 10            | 8          | 2       | 27:16   |
| Puchar CEV 2011/12       | 2. miejsce | 12            | 9          | 3       | 33:13   |
| Liga Mistrzów 2012/13    | 1/6 finału | 8             | 4          | 4       | 14:12   |
| Liga Mistrzów 2013/14    | 1/3 finału | 10            | 6          | 4       | 21:15   |
| Liga Mistrzów 2014/15    | 2. miejsce | 12            | 7          | 5       | 23:21   |
| Liga Mistrzów 2015/16    | . miejsce  | 8             |            |         |         |
| Razem                    | Razem      | 112           | 70         | 42      | 244:166 |

- Kopciuszek powraca na salony. siatka.org. [dostęp 2012-05-08]. (pol.).